# Volk
Een volk is een groep mensen die samenwonen en dezelfde cultuur hebben. De etnologie is de wetenschap, die zich met het verschijnsel volk, voornamelijk als etniciteit, bezighoudt. Nauw verbonden daarmee is de culturele antropologie, de wetenschap van het sociale gedrag. In moderne geïntegreerde samenlevingen met veel immigranten wordt de definitie van een volk minder duidelijk.

## Etymologie
De etymologie van het woord is duister. In de loop van de geschiedenis is ongeveer hetzelfde woord in verschillende talen gebruikt. Men herleidt het tot het Germaanse *folkom , Fries folk, Oudengels folc, Duits Volk, of *fulka-. De oorspronkelijke betekenis kan 'groep strijders' zijn geweest: het Noorse folk betekende 'leger'. Er wordt verband gelegd met Grieks plethos 'menigte', en met de Latijnse woorden plebs 'het gewone volk', populus 'het volk' en vulgus 'het grauw', maar al deze afleidingen zijn omstreden. Volk komt terug in folklore.

## Volk als etniciteit
Een volk kan ook een bepaalde groep mensen zijn die onderlinge verwantschap en verbondenheid voelen op basis van één of meerdere gemeenschappelijke kenmerken. Gebruikmakend van deze definitie kunnen we zeggen dat Belgische bevolking uit drie volkeren bestaat: Vlamingen, Walen en Duitsers (Duitstalige Belgen). In de 21e eeuw wordt taal als hét kenmerk van een volk gezien. Echter in de 19e eeuw werd volk in de zin van etniciteit onder de opkomst van de romantiek doorgaans als gezamenlijke afstamming en overeenstemmende uiterlijke kenmerken beschouwd. Een bijzonder geval is het Joodse volk, dat primair op een religieuze verbondenheid is gebaseerd: slechts ongeveer de helft van alle joden woont in de staat Israël, lang niet allen spreken Hebreeuws, Jiddisch of Ladino en door de diaspora behoren zij tot alle menselijke rassen.
Er zijn uitzonderingen. Ieren hebben over het algemeen de Engelse taal overgenomen, toch zal geen enkele Ier zichzelf een Engelsman vinden.
Niet alleen taal en verwantschap kunnen een volk binden, ook de godsdienst. Bijvoorbeeld: Kresjeny, letterlijk gedoopte, dopelingen, zijn in feite Wolga-Tataren. Ze spreken de Tataarse taal, houden vast aan de tradities en gebruiken van het Tataarse volk, maar op basis van hun godsdienst: Russisch-orthodox in plaats van islamitisch, zoals bij de andere Tataren, beschouwen zij zichzelf als apart volk. Tijdens de volkstelling van 2002 hebben de meeste Kresjeny dat ook in de enquête vermeld. Op basis van de uitslag van deze volkstelling zijn ze sinds enkele jaren door Russische autoriteit als apart volk erkend.

## Volk als onderdaanschap
Het woord volk kan 'inwoners van bepaald land' betekenen, bijvoorbeeld 'het Belgische volk'. In dit geval kan men het begrip volk min of meer als het synoniem voor het begrip onderdaanschap of staatsburgerschap beschouwen.